# Victor Boniface
Victor Okoh Boniface (Akure, Nigeria, 23 de diciembre de 2000) es un futbolista nigeriano que juega de delantero en el Bayer Leverkusen de la Bundesliga.

## Trayectoria
Fue firmado por F. K. Bodø/Glimt procedente del Real Sapphire F. C. el 4 de marzo de 2019. Sufrió una lesión de ligamentos sólo dos semanas después de firmar por el Glimt, que se dijo que probablemente lo mantendría al margen durante toda la temporada 2019. Fue seleccionado en la selección de Nigeria sub-20 para jugar la Copa Africana de Naciones Sub-20 de 2019, pero tuvo que retirarse del equipo debido a una lesión. No obstante, en septiembre de 2019 debutó en la liga con el Bodø/Glimt.

## Estadísticas

### Clubes
Actualizado al último partido disputado el 20 de abril de 2025.
| Club                                  | Div.          | Temporada     | Liga  | Liga  | Liga   | Copas nacionales | Copas nacionales | Copas nacionales | Copas internacionales | Copas internacionales | Copas internacionales | Total | Total | Total  |
| Club                                  | Div.          | Temporada     | Part. | Goles | Asist. | Part.            | Goles            | Asist.           | Part.                 | Goles                 | Asist.                | Part. | Goles | Asist. |
| ------------------------------------- | ------------- | ------------- | ----- | ----- | ------ | ---------------- | ---------------- | ---------------- | --------------------- | --------------------- | --------------------- | ----- | ----- | ------ |
| F. K. Bodø/Glimt · Noruega            | 1.ª           | 2019          | 8     | 1     | 0      | 0                | 0                | 0                | 0                     | 0                     | 0                     | 8     | 1     | 0      |
| F. K. Bodø/Glimt · Noruega            | 1.ª           | 2020          | 24    | 6     | 2      | 0                | 0                | 0                | 0                     | 0                     | 0                     | 24    | 6     | 2      |
| F. K. Bodø/Glimt · Noruega            | 1.ª           | 2021          | 1     | 0     | 0      | 3                | 1                | 0                | 3                     | 2                     | 1                     | 7     | 3     | 1      |
| F. K. Bodø/Glimt · Noruega            | 1.ª           | 2022          | 15    | 6     | 1      | 2                | 2                | 2                | 10                    | 5                     | 0                     | 27    | 13    | 3      |
| F. K. Bodø/Glimt · Noruega            | Total club    | Total club    | 48    | 13    | 3      | 5                | 3                | 2                | 13                    | 7                     | 1                     | 66    | 23    | 6      |
| Royale Union Saint-Gilloise · Bélgica | 1.ª           | 2022-23       | 37    | 9     | 8      | 4                | 2                | 1                | 10                    | 6                     | 2                     | 51    | 17    | 11     |
| Royale Union Saint-Gilloise · Bélgica | Total club    | Total club    | 37    | 9     | 8      | 4                | 2                | 1                | 10                    | 6                     | 2                     | 51    | 17    | 11     |
| Bayer Leverkusen · Alemania           | 1.ª           | 2023-24       | 23    | 14    | 8      | 3                | 2                | 0                | 8                     | 5                     | 1                     | 34    | 21    | 9      |
| Bayer Leverkusen · Alemania           | 1.ª           | 2024-25       | 19    | 8     | 1      | 4                | 2                | 0                | 4                     | 1                     | 0                     | 27    | 11    | 1      |
| Bayer Leverkusen · Alemania           | Total club    | Total club    | 42    | 22    | 9      | 7                | 4                | 0                | 12                    | 6                     | 1                     | 61    | 32    | 10     |
| Total carrera                         | Total carrera | Total carrera | 127   | 44    | 20     | 16               | 9                | 3                | 35                    | 19                    | 4                     | 178   | 72    | 27     |

## Palmarés

### Títulos nacionales
| Título                | Club                | País     | Año     |
| --------------------- | ------------------- | -------- | ------- |
| Eliteserien           | F. K. Bodø/Glimt    | Noruega  | 2020    |
| Eliteserien           | F. K. Bodø/Glimt    | Noruega  | 2021    |
| Bundesliga            | Bayer 04 Leverkusen | Alemania | 2023-24 |
| Copa de Alemania      | Bayer 04 Leverkusen | Alemania | 2023-24 |
| Supercopa de Alemania | Bayer 04 Leverkusen | Alemania | 2024    |